# En route pour le Goncourt
En route pour le Goncourt est une bande dessinée parue en 2011 aux éditions Cornélius scénarisée par Jean-François Kierzkowski et dessinée par Mathieu Ephrem.

## Nomination
2012 - Sélection officielle du Festival d'Angoulême.

## Prix
L’album a obtenu le Prix Fiction du Conseil Général de Loire-Atlantique et de l'Académie de Bretagne et des Pays de la Loire en 2012